# Jacinto Gutiérrez
Jacinto Gutiérrez Martínez (Cumaná, Capitanía General de Venezuela, Imperio Español, 27 de septiembre de 1808-Caracas, Venezuela 16 de septiembre de 1884) fue un político, militar y periodista venezolano. Hijo de José Gutiérrez y María Martínez criado en Cumaná luego trasladándose hacia Caracas. En noviembre de 1878 fue designado Presidente de Venezuela por la Alta Corte Federal tras la muerte de Francisco Linares Alcántara.

## Biografía
Se graduó de bachiller en filosofía el 28 de julio de 1828 de manos del Dr. José María Vargas, para entonces rector de la Universidad Central de Venezuela. Siendo todavía estudiante, asistió como amanuense al Libertador Simón Bolívar, cuando éste vino a Caracas en 1827, por enfermedad del doctor José Rafael Revenga su secretario. Luego de esto regresó a Cumaná, donde por un tiempo se desempeñó como secretario interino de la Corte Superior de Justicia de oriente y posteriormente, como catedrático de filosofía del Colegio Nacional de Cumaná. En esta ciudad se casó hacia el año de 1834 con Inés Coll Sánchez. Asimismo, como periodista redactó La Revista Oriental (Cumaná, 1835) junto con Blas Bruzual y fue simpatizante de la Revolución de las Reformas. Como diputado representó los intereses de la provincia de Cumaná en varias ocasiones: 1840, 1842, 1843 y 1844. Su nombre figuró en la lista de la Sociedad Boliviana, luego Bolivariana, de la que fue vocal en 1843. 
Fue administrador de la Caja de Ahorros de Caracas, en 1842 y miembro del jurado para los juicios de imprenta de la ciudad capital, en el año 1843. Como senador representó los intereses de la provincia de Maracaibo, en 1848 y 1849 y los de la provincia de Cumaná, en 1855. Miembro destacado del segundo gobierno de José Tadeo Monagas, como ministro de Hacienda (1855 y 1857) y de Interior y Justicia (1856), tuvo que asilarse en la Legación francesa tras la caída del mismo en marzo de 1858 y abandonar el país. Hasta 1863 estuvo residenciado en las Antillas. De regreso a Venezuela, fue senador por el estado Bolívar (hoy Miranda, 1865-1867), y fue nombrado ministro plenipotenciario de nuestro país ante el Perú, Brasil y Ecuador (1867-1868). Ministro de Hacienda (1870, 1871), fue presidente de los estados Guayana (1872) y Barquisimeto (1873), y ocupó nuevamente la cartera de Relaciones Exteriores (1873). 
Durante la Revolución de Coro fue movilizado al Zulia para combatir al general León Colina. poco después es nombrado presidente de la Alta Corte Federal y se encargó temporalmente Poder Ejecutivo ese mismo año. Ministro de Relaciones (1875), fue senador por el estado Zulia (1875-1876). Candidato a la presidencia de la República en las elecciones de 1876. las cuales perdió frente a Francisco Linares Alcántara.

## Presidencia
Tras la muerte de Francisco Linares Alcántara, Jacinto Gutiérrez, entonces presidente de la Alta Corte Federal, asume la presidencia conjuntamente con Laureano Villanueva brevemente entre el 30 de noviembre hasta el 15 de diciembre de 1878. El poder legislativo designa a José Gregorio Valera y Gregorio Cedeño como primer y segundo designado presidencial para gobernar hasta las elecciones correspondientes. Como presidente encargado, Gutiérrez decreta el 9 de diciembre de 1878 el traslado de los restos de Francisco Linares Alcántara al Panteón Nacional.
En 1879, desempeñó, nuevamente, la cartera de Hacienda. Enviudó de su primera esposa y contrajo nupcias en Curazao con Sofía Ana Hart madre de Pedro Elías Gutiérrez. Al igual que muchos personajes Jacinto Gutiérrez perteneció a la masonería, llegando al grado 18.